# Contrastes (album de Martial Solal)
Pour les articles homonymes, voir Contraste (homonymie).
Albums de Martial Solal & The Danish Radio Jazz Orchestra
Fast Mood
(1999) Ballade du 10 mars
(1999)
Contrastes est un album du pianiste de jazz français Martial Solal avec le Danish Radio Jazz Orchestra, sorti en 1999 sur le label Storyville, enregistré à l'occasion de l'obtention du Prix Jazzpar par Solal.

## À propos de la musique
L'album a été enregistré par la Danish Broadcasting Corporation lors de deux concerts célébrant le Prix Jazzpar décerné à Martial Solal, un des plus grands prix internationaux de jazz décerné par la communauté du jazz entre 1990 et 2004, et parfois surnommé le Prix Nobel ou l'Oscar du jazz. Le trio de Solal, avec Mads Vinding et Daniel Humair, joue sur tous les morceaux, accompagnés par le Danish Radio Jazz Orchestra sur cinq titres.
Une peinture du batteur Daniel Humair, qui fait partie du trio de Martial Solal, est utilisée comme pochette.

## Réception critique
Pour Steve Loewy (AllMusic), « cet album est un délice pour quiconque aime le piano jazz contemporain et les arrangements de big band complexes et palpitants. […] Les harmonies et le travail rythmique sont splendides […] et se jouent des frontières sans tomber dans le cliché ».
Pour Owen Cordle (JazzTimes) « l'écriture de Solal pour orchestre se développe à partir de ses accords et phrases au piano, créant une organisation organique entre les instruments ».

## Pistes
Toute la musique est composée par Martial Solal.
| No | Titre                        | groupe                                          | Durée |
| -- | ---------------------------- | ----------------------------------------------- | ----- |
| 1. | DJRO no 1                    | Martial Solal & The Danish Radio Jazz Orchestra | 7:35  |
| 2. | Ritournelle no 1             | Martial Solal trio                              | 9:20  |
| 3. | Monster Piece                | Martial Solal & The Danish Radio Jazz Orchestra | 7:10  |
| 4. | Summertime (George Gershwin) | Martial Solal trio                              | 7:10  |
| 5. | Mythe décisif                | Martial Solal & The Danish Radio Jazz Orchestra | 10:00 |
| 6. | Ritournelle no 2             | Martial Solal trio                              | 8:05  |
| 7. | Contrastes                   | Martial Solal & The Danish Radio Jazz Orchestra | 6:20  |
| 8. | En coulisse                  | Martial Solal & The Danish Radio Jazz Orchestra | 7:25  |

## Musiciens
Martial Solal & The Danish Radio Jazz Orchestra
- Lars Lindgren, Benny Rosenfeld, Jesper Riis, Henrik Bolberg Pedersen, Thomas Fryland : trompettes
- Vincent Nilsson, Steen Hansen, Peter Jensen, Klaus Löhrer : trombones
- Janus Mogensen : tuba
- Michael Howe, Nicolai Schultz, Tomas Franck, Uffe Markussen, Flemming Madsen : instrument à anche simple et bois
- Martial Solal : piano
- Anders Chico Lindvall : guitare
- Thomas Ovesen : contrebasse
- Morten Grønvad : marimba
- Jonas Johansen : batterie
- Jim McNeely : direction d'orchestre

Martial Solal trio
- Martial Solal : piano
- Mads Vinding : contrebasse
- Daniel Humair : batterie